# 达里娅·斯尼古尔
达里娅·塞尔希伊夫娜·斯尼古尔（烏克蘭語：Дарія Сергіївна Снігур，羅馬化：Daria Serhiivna Snigur，2002年3月27日—），乌克兰女子网球运动员。截至2024年11月，她在ITF女子世界网球巡回赛上有7个单打冠军。她是2019年温布尔登网球锦标赛青少年女单冠军，继卡捷琳娜·沃洛季科之后第二位乌克兰温网青少年冠军。
她首次出战WTA巡回赛实在2022年她在诺丁汉网球公开赛，她通过资格赛进入正赛。她还在2022年美国网球公开赛上作为资格赛选手首次亮相大满贯正赛。第一轮她就爆冷了两届大满贯冠军、前世界第一西蒙娜·哈勒普，这是斯尼古尔在重大赛事中战胜世界前十球员，也是职业生涯的巡回赛首胜。但她在第二轮打出48个非受迫性失误后输给了加拿大球员丽贝卡·马里诺。她在2023年特兰西瓦尼亚网球公开赛上首次打入巡回赛八强。

## 青少年大满贯决赛

### 单打: 1 (冠军)
| 结果 | 日期 | 巡回赛             | 场地 | 对手            | 比分     |
| ---- | ---- | ------------------ | ---- | --------------- | -------- |
| 胜   | 2019 | 温布尔登网球锦标赛 | 草地 | 亚历克莎·诺埃尔 | 6–4, 6–4 |